# Martin Lauer
Martin Lauer (alemany: Karl Martin Lauer)  (Colònia, 2 de gener de 1937 - Lauf an der Pegnitz, 6 d'octubre de 2019) fou un atleta alemany, especialista en curses de velocitat i tanques i el decatló, que va competir durant la dècada de dècada de 1950.
El 1956 va prendre part en els Jocs Olímpics d'Estiu de Melbourne, on disputà dues proves del programa d'atletisme. En els 110 metres tanques fou quart, mentre en el decatló fou cinquè. Quatre anys més tard, als Jocs de Roma, tornà a disputar dues proves del programa d'atletisme. Formant equip amb Bernd Cullmann, Armin Hary i Walter Mahlendorf, guanyà la medalla d'or en els 4x100 metres, alhora que igualaven el rècord del món, mentre en els 110 metres tanques fou quart.
En el seu palmarès també destaca una medalla d'or en els 110 metres tanques al Campionat d'Europa d'atletisme de 1958. En aquesta mateixa disciplina el 1959 va establir el rècord del món, que no fou superat fins al 1972. El 1959 fou escollit Atleta de l'Any per la revista Track & Field News.
A finals de 1960 es va veure obligat a retirar-se per culpa d'una sèpsia que gairebé li provoca l'amputació d'una cama. Un cop retirat de l'atletisme fou un destacat cantant de música country, enregistrant més de 40 èxits en els anys següents i venent més de 2 milions de discos. Va participar en els Jocs Olímpics de 1964 com a periodista i als de 1972 fou el responsable del cronometratge com a representant de la Junghans Company. Posteriorment va treballar com a director de la companyia alemanya Triumph Adler.

## Millors marques
- 100 metres. 10.4" (1959)
- 200 metres. 21.1" (1958)
- 110 metres tanques. 13.2" (1959)
- 400 metres tanques. 51.2" (1958)
- Decatló. 7.955 punts (1959)[2][5]